# Alvhagasjön
Alvhagasjön är en sjö i Falkenbergs kommun i Halland och ingår i Ätrans huvudavrinningsområde. Sjön är 5,2 meter djup, har en yta på 0,295 kvadratkilometer och är belägen 139 meter över havet.

## Delavrinningsområde
Alvhagasjön ingår i det delavrinningsområde (634680-133808) som SMHI kallar för Förgrening. Medelhöjden är 143 meter över havet och ytan är 88,78 kvadratkilometer. Räknas de 6 avrinningsområdena uppströms in blir den ackumulerade arean 187,7 kvadratkilometer. Porsån (Kvarnatorpsån) som avvattnar avrinningsområdet har biflödesordning 3, vilket innebär att vattnet flödar genom totalt 3 vattendrag innan det når havet efter 110 kilometer. Avrinningsområdet består mestadels av skog (59 procent). Avrinningsområdet har 24,9 kvadratkilometer vattenytor vilket ger det en sjöprocent på 28 procent.